# Powiat Niikappu
Powiat Niikappu (jap. 幌泉郡 Niikappu-gun) – powiat w Japonii, w prefekturze Hokkaido, w podprefekturze Hidaka. W 2024 roku liczył 5083 mieszkańców.

## Miejscowości
- Niikappu